# Символ таки
Символ или знак таки, бенгальский символ рупии (৳) — типографский символ, который входит в группу «Бенгальское письмо» (англ. Bengali) стандарта Юникод и называется «Бенгальский символ рупии» (англ. Bengali rupee sign); код — U+09F3. Символ используется для краткого представления национальной валюты Бангладеш — таки (бенг. টাকা), а также как сокращение названия «рупия» (прежде всего индийской рупии) в текстах, записанных бенгальским письмом.

## Начертание
Символ «৳» основан на бенгальской букве «ট».

## Список существующих денежных единиц, называемых по-бенгальски «така»
Символ используется для краткого представления национальной валюты Бангладеш — таки (бенг. টাকা), а также как сокращение названия «рупия» (прежде всего индийской рупии) в текстах, записанных бенгальским письмом.
| Денежная единица (на англ. и/или на языке страны эмитента) | Государство (территория) | Период обращения | Варианты краткого представления | Варианты краткого представления | Примеры использования | Примеры использования |
| Денежная единица (на англ. и/или на языке страны эмитента) | Государство (территория) | Период обращения | коды ISO 4217                   | символы                         | на денежных знаках    | на марках             |
| ---------------------------------------------------------- | ------------------------ | ---------------- | ------------------------------- | ------------------------------- | --------------------- | --------------------- |
| Бангладешская така (англ. taka; бенг. টাকা)                  | Бангладеш                | 1972 — н.в.      | BDT (050)                       | ৳ • Tk                          |                       |                       |
| Индийская рупия (англ. rupee; бенг. টাকা)                    | Индия                    | ? — н.в.         | INR (356)                       | ₹ • Re. (мн. Rs.) • ₨           |                       |                       |